# Abraham Mateo (álbum)
Abraham Mateo é o primeiro álbum do cantor pop espanhol Abraham Mateo gravado em 2009 pela EMI Music Spain onde foi produzido por Jacobo Calderón e José Luis de la Peña. Foi lançado no mesmo ano no dia 4 de dezembro contendo doze canções, sete delas compostas por Calderón e quatro por Raphael. Está incluído no álbum, um dueto com a adolescente francesa Caroline Costa.

## Lista de faixas
1. "Vuelve conmigo" (Jacobo Calderón) – 3:20
2. "Destronado" (Jacobo Calderón) – 3:51
3. "Los dos cogidos de la mano" (Alejandro Sanz) – 5:14
4. "Un amor como los de antes" (Jacobo Calderón) – 3:47
5. "Magia" (Jacobo Calderón) – 4:05
6. "Imagíname sin tí" (Rudy Pérez) – 4:08
7. "Volvería" (Jacobo Calderón) – 3:20
8. "Without you" (Peter Ham, Tom Evans) duet with Caroline Costa – 3:52
9. "Lágrimas de amor" (Jacobo Calderón) – 4:06
10. "Te amaré" (Jacobo Calderón) – 3:45
11. "La soledad" (Pietro Cremonesi, Angelo Valsiglio, Federico Cavalli, Spanish version: Badia) – 3:48
12. "Cuando tú no estás" (Manuel Alejandro) – 3:44